# Tachina haemorrhoa
Tachina haemorrhoa là một loài ruồi trong họ Tachinidae.